# Тьоувафосс

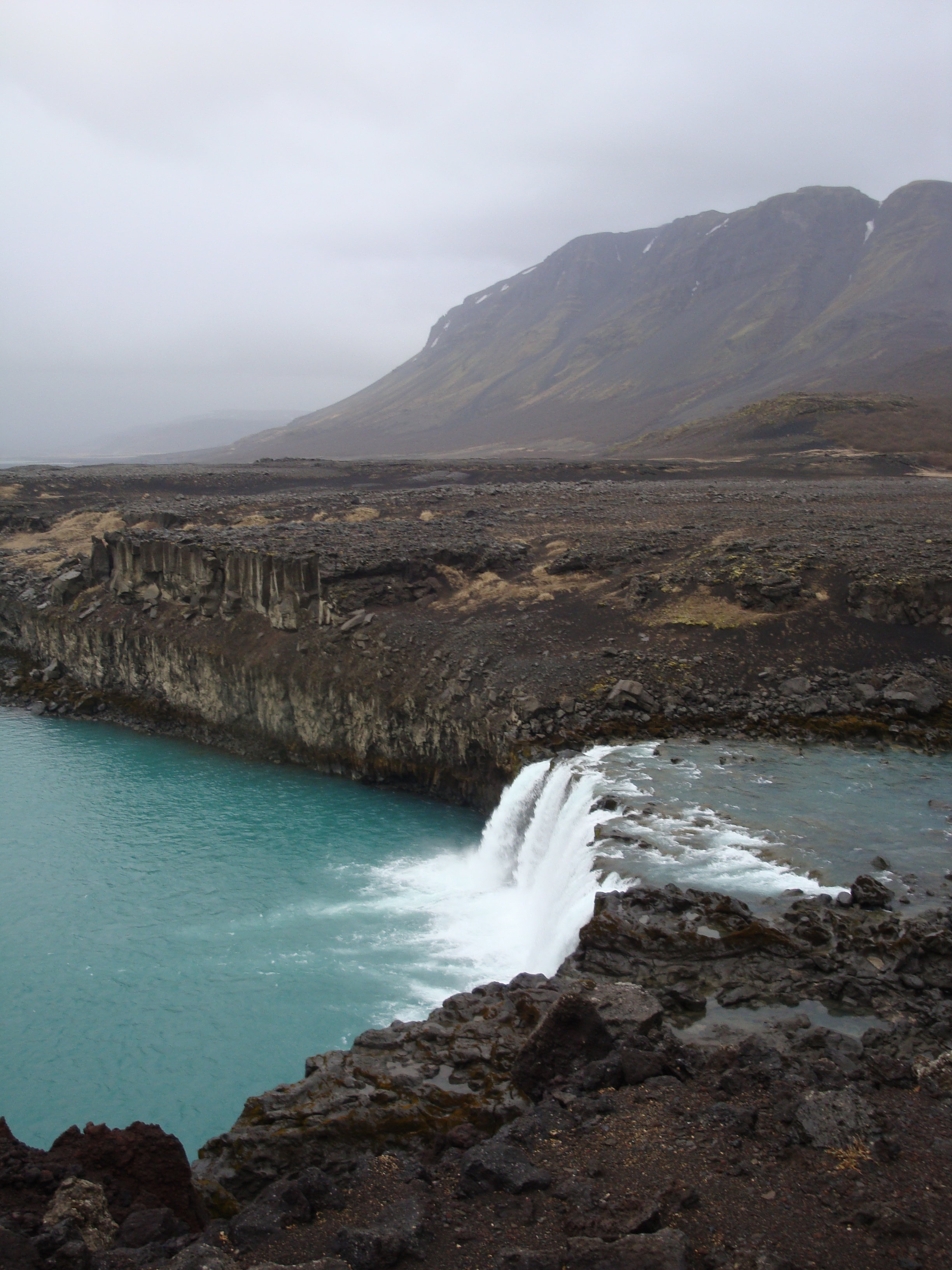
Тьоувафосс и Бурфедль, вид с лавовой области Меркурхраун

Тьоувафосс (исл. Þjófafoss) — водопад на реке Тьоурсау в восточной лавовой области Меркурхраун (исл. Merkurhraun), на юго-западной стороне холма Бурфедль (исл. Búrfell) в Исландии, в регионе Сюдюрланд. Высота падения воды — 11 м.
Чтобы увидеть водопад, необходимо проделать небольшой путь длиной в 4 км по гравийной дорожке от 26 маршрута или двинуться на юг от 32 маршрута, где в прошлом находились ГЭС Бурфедльсстёд (исл. Búrfellsstöð) и Хьяулпарфосс (исл. Hjálparfoss).